# Mistrzostwa Świata w Piłce Nożnej 1934

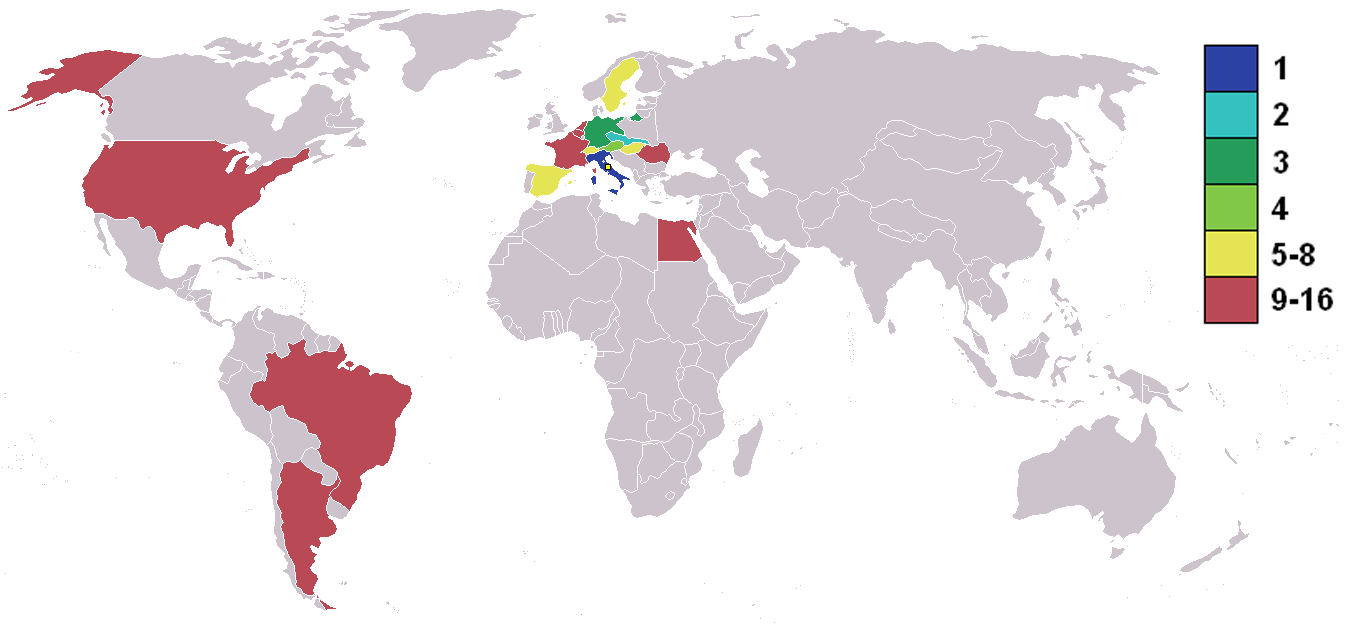
Państwa, uczestnicy mistrzostw świata 1934

II Mistrzostwa Świata w Piłce Nożnej odbyły się w dniach od 27 maja do 10 czerwca 1934 roku (częściowo wskutek udanych zabiegów Benito Mussoliniego) we Włoszech. O organizację turnieju finałowego starała się również Szwecja. Międzynarodowa Federacja Piłki Nożnej podjęła decyzję o wyborze gospodarza na kongresie w październiku 1932 roku w Sztokholmie. Były to pierwsze mistrzostwa, do których drużyny musiały się kwalifikować. Na kongresie ustalono pięć punktów uściślających zasady wyłaniania uczestników mistrzostw:
1. w ciągu 12 miesięcy muszą odbyć się mecze eliminacyjne i finałowe
2. liczba drużyn w finałach nie może być większa niż 16
3. przy zgłoszeniu większej ilości chętnych należy przeprowadzić eliminacje
4. mecze eliminacyjne należy rozlosować
5. zasady rozgrywek podczas eliminacji pozostawić zainteresowanym federacjom, w porozumieniu z FIFA.

W strefie południowoamerykańskiej awans bez gry uzyskały reprezentacja Brazylii i reprezentacja Argentyny. Obrońca tytułu, reprezentacja Urugwaju, nie wystartowała w ogóle. Po raz pierwszy pojawił się przedstawiciel Afryki – reprezentacja Egiptu. Do eliminacji przystąpiły 32 drużyny, a 16 z nich zagrało w turnieju finałowym. Reprezentacja Włoch została drugim w historii mistrzem świata pokonując 2−1 w meczu finałowym rozegranym 10 czerwca w Rzymie na Stadio del Partia Nazionale Fascista (obecnie Stadio Olimpico) reprezentację Czechosłowacji. Po raz pierwszy do wyłonienia zwycięzcy potrzebna była dogrywka. W turnieju zadebiutowały reprezentacje Austrii, Czechosłowacji, Egiptu, Hiszpanii, Holandii, Niemiec, Szwajcarii, Szwecji, 
Węgier i Włoch.
11 czerwca 1933 roku odbył się pierwszy, historyczny mecz eliminacyjny MŚ (w poprzednich mistrzostwach nie rozgrywano eliminacji): Szwecja 6-2 Estonia. Podczas turnieju miał miejsce pierwszy walkower w historii MŚ: reprezentacja Polski nie stawiła się na mecz rewanżowy z reprezentacją Czechosłowacji. Pierwsze bezpośrednie transmisje radiowe z meczów finałowych MŚ mają miejsce podczas tychże mistrzostw.
Odnotowano zaciętą walkę między reprezentacją Włoch i reprezentacją Hiszpanii w ćwierćfinale. Po remisie w obfitującym w faule meczu i dogrywce, rozegrano pojedynek barażowy, w którym zwyciężyli Włosi.
Mecz finałowy rozgrywany był na Stadionie Narodowej Partii Faszystowskiej, a cały turniej wykorzystany był przez gospodarzy do propagowania faszyzmu, podobnie jak w roku 1936 podczas XI Letnich Igrzysk Olimpijskich w Berlinie.

## Eliminacje
W eliminacjach dało się zauważyć nieobecność kilku znaczących reprezentacji. Zdobywca poprzedniego tytułu - reprezentacja Urugwaju, odmówiła udziału w turnieju, z powodu braku występu w mistrzostwach świata w 1930 reprezentacji Włoch i wielu innych europejskich drużyn. W rezultacie mundial w 1934 roku był jedynym, w którym nie wzięli udziału obrońcy tytułu. Startu odmówiły także drużyny z Wielkiej Brytanii, które miały największe piłkarskie doświadczenie. Reprezentacja Włoch po raz pierwszy i jedyny nie miała zagwarantowanego miejsca w finałach jako gospodarz. Tylko 10 spośród wszystkich startujących, a zaledwie 4 finalistów, było spoza Europy. Eliminacje strefy Ameryki Północnej odbyły się w Rzymie na trzy dni przed turniejem. Udział wzięły tylko 2 drużyny: reprezentacja Stanów Zjednoczonych i przegrana reprezentacja Meksyku, która wróciła do domu po rozegraniu jednego spotkania.

## Zakwalifikowane zespoły
Do finałowego turnieju zakwalifikowało się 16 drużyn. Włochy, pomimo że byli gospodarzami, również musieli wziąć udział w eliminacjach.
| Konfederacja                                    | Reprezentacja     | Ostatni występ w MŚ | Najlepszy wynik w MŚ | Wynik       |
| ----------------------------------------------- | ----------------- | ------------------- | -------------------- | ----------- |
| CAF(Afryka)                                     | Królestwo Egiptu  | debiutant           | debiutant            | 1/8 finału  |
| CONCACAF(Ameryka Centralna, Północna i Karaiby) | Stany Zjednoczone | 1930                | Półfinał (1930)      | 1/8 finału  |
| CONMEBOL(America Południowa)                    | Argentyna         | 1930                | II miejsce (1930)    | 1/8 finału  |
| CONMEBOL(America Południowa)                    | Brazylia          | 1930                | Faza Grupowa (1930)  | 1/8 finału  |
| UEFA(Europa)                                    | Austria           | debiutant           | debiutant            | IV miejsce  |
| UEFA(Europa)                                    | Belgia            | 1930                | Faza Grupowa (1930)  | 1/8 finału  |
| UEFA(Europa)                                    | Czechosłowacja    | debiutant           | debiutant            | II miejsce  |
| UEFA(Europa)                                    | Francja           | 1930                | Faza Grupowa (1930)  | 1/8 finału  |
| UEFA(Europa)                                    | Hiszpania         | debiutant           | debiutant            | Ćwierćfinał |
| UEFA(Europa)                                    | Holandia          | debiutant           | debiutant            | 1/8 finału  |
| UEFA(Europa)                                    | III Rzesza        | debiutant           | debiutant            | III miejsce |
| UEFA(Europa)                                    | Rumunia           | 1930                | Faza Grupowa (1930)  | 1/8 finału  |
| UEFA(Europa)                                    | Szwajcaria        | debiutant           | debiutant            | Ćwierćfinał |
| UEFA(Europa)                                    | Szwecja           | debiutant           | debiutant            | Ćwierćfinał |
| UEFA(Europa)                                    | Węgry             | debiutant           | debiutant            | Ćwierćfinał |
| UEFA(Europa)                                    | Włochy            | debiutant           | debiutant            | Mistrz      |

## Stadiony
| Bolonia                                            | Genua                                              | Mediolan                |
| -------------------------------------------------- | -------------------------------------------------- | ----------------------- |
| Stadio Littorale                                   | Stadio Vittorio Marassi                            | Stadio San Siro         |
| Pojemność: 50 100                                  | Pojemność: 36 703                                  | Pojemność: 55 000       |
|                                                    |                                                    |                         |
| BoloniaGenuaMediolanFlorencjaNeapolRzymTriestTuryn | BoloniaGenuaMediolanFlorencjaNeapolRzymTriestTuryn | Florencja               |
| BoloniaGenuaMediolanFlorencjaNeapolRzymTriestTuryn | BoloniaGenuaMediolanFlorencjaNeapolRzymTriestTuryn | Stadio Giovanni Berta   |
| BoloniaGenuaMediolanFlorencjaNeapolRzymTriestTuryn | BoloniaGenuaMediolanFlorencjaNeapolRzymTriestTuryn | Pojemność: 47 290       |
| BoloniaGenuaMediolanFlorencjaNeapolRzymTriestTuryn | BoloniaGenuaMediolanFlorencjaNeapolRzymTriestTuryn |                         |
| BoloniaGenuaMediolanFlorencjaNeapolRzymTriestTuryn | BoloniaGenuaMediolanFlorencjaNeapolRzymTriestTuryn | Turyn                   |
| BoloniaGenuaMediolanFlorencjaNeapolRzymTriestTuryn | BoloniaGenuaMediolanFlorencjaNeapolRzymTriestTuryn | Stadio Benito Mussolini |
| BoloniaGenuaMediolanFlorencjaNeapolRzymTriestTuryn | BoloniaGenuaMediolanFlorencjaNeapolRzymTriestTuryn | Pojemność: 28 140       |
| BoloniaGenuaMediolanFlorencjaNeapolRzymTriestTuryn | BoloniaGenuaMediolanFlorencjaNeapolRzymTriestTuryn |                         |
| Neapol                                             | Rzym                                               | Triest                  |
| Stadio Giorgio Ascarelli                           | Stadio del PNF                                     | Stadio Littorio         |
| Pojemność: 40 000                                  | Pojemność: 47 300                                  | Pojemność: 8 000        |
|                                                    |                                                    |                         |

## Sędziowie
- Luis Baert - 1 spotkanie (jako sędzia główny)
- Rinaldo Barlassina - 3 spotkania
- Alois Beranek - 1 spotkanie
- Alfred Birlem - 1 spotkanie
- Ferruccio Bonivento - 0 spotkań
- Erwin Braun - 1 spotkanie
- Camillo Caironi - 0 spotkań
- Ettore Carminati - 0 spotkań
- Albino Carraro - 1 spotkanie
- Generoso Dattilo - 0 spotkań
- Ivan Eklind - 3 spotkania (w tym mecz finałowy)
- Pedro Escartin - 0 spotkań
- Mihaly Ivancsics - 0 spotkań
- John Langenus - 1 spotkanie
- Francesco Mattea - 2 spotkania
- Ermenegildo Melandri - 0 spotkań
- Rene Mercet - 2 spotkania
- Youssof Mohammed - 0 spotkań
- Johannes van Moorsel - 1 spotkanie
- Otello Sassi - 0 spotkań
- Giuseppe Scarpi - 0 spotkań
- Raffaele Scorzoni - 0 spotkań
- Giuseppe Turbiani - 0 spotkań

John Langenus był jedynym z grona 23 sędziów, który sędziował mecze na mistrzostwach w 1930 roku.

## Faza pucharowa
Na podstawie:
|  |                   |                   |                |                |   |                |                |                   |                   |                   |           |           |           |  |  |       |       |       |
|  | Pierwsza runda    | Pierwsza runda    | Pierwsza runda |                |   | Ćwierćfinały   | Ćwierćfinały   | Ćwierćfinały      |                   |                   | Półfinały | Półfinały | Półfinały |  |  | Finał | Finał | Finał |
|  | Pierwsza runda    | Pierwsza runda    | Pierwsza runda |                |   | Ćwierćfinały   | Ćwierćfinały   | Ćwierćfinały      |                   |                   | Półfinały | Półfinały | Półfinały |  |  | Finał | Finał | Finał |
|  |                   |                   |                |                |   |                |                |                   |                   |                   |           |           |           |  |  |       |       |       |
|  |                   |                   |                |                |   |                |                |                   |                   |                   |           |           |           |  |  |       |       |       |
|  | Włochy            | Włochy            | 7              |                |   |                |                |                   |                   |                   |           |           |           |  |  |       |       |       |
|  | Włochy            | Włochy            | 7              |                |   |                |                |                   |                   |                   |           |           |           |  |  |       |       |       |
|  | Stany Zjednoczone | Stany Zjednoczone | 1              |                |   |                |                |                   |                   |                   |           |           |           |  |  |       |       |       |
|  | Stany Zjednoczone | Stany Zjednoczone | 1              |                |   | Włochy         | Włochy         | 2                 |                   |                   |           |           |           |  |  |       |       |       |
|  |                   |                   |                |                |   | Włochy         | Włochy         | 2                 |                   |                   |           |           |           |  |  |       |       |       |
|  |                   |                   | Hiszpania      | Hiszpania      | 1 |                |                |                   |                   |                   |           |           |           |  |  |       |       |       |
|  | Hiszpania         | Hiszpania         | Hiszpania      | Hiszpania      | 1 | 3              |                |                   |                   |                   |           |           |           |  |  |       |       |       |
|  | Hiszpania         | Hiszpania         |                |                |   |                |                |                   |                   |                   |           |           |           |  |  |       |       |       |
|  | Brazylia          | Brazylia          | 1              |                |   |                |                |                   |                   |                   |           |           |           |  |  |       |       |       |
|  | Brazylia          | Brazylia          | 1              |                |   | Włochy         | Włochy         | 1                 |                   |                   |           |           |           |  |  |       |       |       |
|  |                   |                   |                |                |   |                |                |                   |                   |                   |           |           |           |  |  |       |       |       |
|  |                   |                   | Austria        | Austria        | 0 |                |                |                   |                   |                   |           |           |           |  |  |       |       |       |
|  | Austria           | Austria           | Austria        | Austria        | 0 | 3              |                |                   |                   |                   |           |           |           |  |  |       |       |       |
|  | Austria           | Austria           |                |                |   |                |                |                   |                   |                   |           |           |           |  |  |       |       |       |
|  | Francja           | Francja           | 2              |                |   |                |                |                   |                   |                   |           |           |           |  |  |       |       |       |
|  | Francja           | Francja           | 2              |                |   | Austria        | Austria        | 2                 |                   |                   |           |           |           |  |  |       |       |       |
|  |                   |                   |                |                |   | Austria        | Austria        | 2                 |                   |                   |           |           |           |  |  |       |       |       |
|  |                   |                   | Węgry          | Węgry          | 1 |                |                |                   |                   |                   |           |           |           |  |  |       |       |       |
|  | Węgry             | Węgry             | Węgry          | Węgry          | 1 | 4              |                |                   |                   |                   |           |           |           |  |  |       |       |       |
|  | Węgry             | Węgry             |                |                |   |                |                |                   |                   |                   |           |           |           |  |  |       |       |       |
|  | Królestwo Egiptu  | Królestwo Egiptu  | 2              |                |   |                |                |                   |                   |                   |           |           |           |  |  |       |       |       |
|  | Królestwo Egiptu  | Królestwo Egiptu  | 2              |                |   | Włochy         | Włochy         | 2                 |                   |                   |           |           |           |  |  |       |       |       |
|  |                   |                   |                |                |   |                |                |                   |                   |                   |           |           |           |  |  |       |       |       |
|  |                   |                   | Czechosłowacja | Czechosłowacja | 1 |                |                |                   |                   |                   |           |           |           |  |  |       |       |       |
|  | Czechosłowacja    | Czechosłowacja    | Czechosłowacja | Czechosłowacja | 1 | 2              |                |                   |                   |                   |           |           |           |  |  |       |       |       |
|  | Czechosłowacja    | Czechosłowacja    |                |                |   |                |                |                   |                   |                   |           |           |           |  |  |       |       |       |
|  | Rumunia           | Rumunia           | 1              |                |   |                |                |                   |                   |                   |           |           |           |  |  |       |       |       |
|  | Rumunia           | Rumunia           | 1              |                |   | Czechosłowacja | Czechosłowacja | 3                 |                   |                   |           |           |           |  |  |       |       |       |
|  |                   |                   |                |                |   | Czechosłowacja | Czechosłowacja | 3                 |                   |                   |           |           |           |  |  |       |       |       |
|  |                   |                   | Szwajcaria     | Szwajcaria     | 2 |                |                |                   |                   |                   |           |           |           |  |  |       |       |       |
|  | Szwajcaria        | Szwajcaria        | Szwajcaria     | Szwajcaria     | 2 | 3              |                |                   |                   |                   |           |           |           |  |  |       |       |       |
|  | Szwajcaria        | Szwajcaria        |                |                |   |                |                |                   |                   |                   |           |           |           |  |  |       |       |       |
|  | Holandia          | Holandia          | 2              |                |   |                |                |                   |                   |                   |           |           |           |  |  |       |       |       |
|  | Holandia          | Holandia          | 2              |                |   | Czechosłowacja | Czechosłowacja | 3                 |                   |                   |           |           |           |  |  |       |       |       |
|  |                   |                   |                |                |   |                |                |                   |                   |                   |           |           |           |  |  |       |       |       |
|  |                   |                   | III Rzesza     | III Rzesza     | 1 |                |                | Mecz o 3. miejsce | Mecz o 3. miejsce | Mecz o 3. miejsce |           |           |           |  |  |       |       |       |
|  | III Rzesza        | III Rzesza        | III Rzesza     | III Rzesza     | 1 | 5              |                | Mecz o 3. miejsce | Mecz o 3. miejsce | Mecz o 3. miejsce |           |           |           |  |  |       |       |       |
|  | III Rzesza        | III Rzesza        |                |                |   |                |                |                   |                   |                   |           |           |           |  |  |       |       |       |
|  | Belgia            | Belgia            | 2              |                |   |                |                |                   |                   |                   |           |           |           |  |  |       |       |       |
|  | Belgia            | Belgia            | 2              |                |   | III Rzesza     | III Rzesza     | 2                 | III Rzesza        | III Rzesza        | 3         |           |           |  |  |       |       |       |
|  |                   |                   |                |                |   | III Rzesza     | III Rzesza     | 2                 | III Rzesza        | III Rzesza        | 3         |           |           |  |  |       |       |       |
|  |                   |                   | Szwecja        | Szwecja        | 1 |                |                | Austria           | Austria           | 2                 |           |           |           |  |  |       |       |       |
|  | Szwecja           | Szwecja           | Szwecja        | Szwecja        | 1 | 3              |                | Austria           | Austria           | 2                 |           |           |           |  |  |       |       |       |
|  | Szwecja           | Szwecja           |                |                |   |                |                |                   |                   |                   |           |           |           |  |  |       |       |       |
|  | Argentyna         | Argentyna         | 2              |                |   |                |                |                   |                   |                   |           |           |           |  |  |       |       |       |
|  | Argentyna         | Argentyna         | 2              |                |   |                |                |                   |                   |                   |           |           |           |  |  |       |       |       |

### 1/8 finału
| 27 maja 1934 16:30 | III Rzesza · Kobierski 25' · Siffling 49' · Conen 66', 70', 87' | 5:2(1:2)Raport | Belgia · 29', 43' Voorhoof | Stadio Giovanni Berta, Florencja Widzów: 8 000 Sędzia: Francesco Mattea |
|                    |                                                                 |                |                            |                                                                         |

| 27 maja 1934 16:30 | Hiszpania · Iraragorri 18' (k), 25' · Lángara 29' | 3:1(3:0)Raport | Brazylia · 55' Leônidas | Stadio Luigi Ferraris, Genua Widzów: 25 000 Sędzia: Alfred Birlem |
|                    |                                                   |                |                         |                                                                   |

| 27 maja 1934 16:30 | Węgry · Teleki 11' · Toldi 31', 61' · Vincze 54' | 4:2(2:2)Raport | Królestwo Egiptu · 39', 43' Fawzi | Stadio Giorgio Ascarelli, Neapol Widzów: 12 000 Sędzia: Rinaldo Barlassina |
|                    |                                                  |                |                                   |                                                                            |

| 27 maja 1934 16:30 | Szwajcaria · Kielholz 7', 43' · Abegglen 69' | 3:2(2:1)Raport | Holandia · 19' Smit · 84' Vente | Stadio San Siro, Mediolan Widzów: 40 000 Sędzia: Ivan Eklind |
|                    |                                              |                |                                 |                                                              |

| 27 maja 1934 16:30 | Włochy · Schiavio 18', 29', 64' · Orsi 20', 69' · Ferrari 63' · Meazza 90' | 7:1(3:0)Raport | Stany Zjednoczone · 57' Donelli | Stadio Nazionale, Rzym Widzów: 13 000 Sędzia: Rene Mercet |
|                    |                                                                            |                |                                 |                                                           |

| 27 maja 1934 16:30 | Czechosłowacja · Puč 50' · Nejedlý 67' | 2:1(0:1)Raport | Rumunia · 11' Dobay | Stadio Littorio, Triest Widzów: 8 000 Sędzia: Jean Langenus |
|                    |                                        |                |                     |                                                             |

| 27 maja 1934 16:30 | Szwecja · Jonasson 9', 67' · Kroon 79' | 3:2(1:1)Raport | Argentyna · 4' Belis · 48' Galateo | Stadio Littorale, Bolonia Widzów: 15 000 Sędzia: Eugen Braun |
|                    |                                        |                |                                    |                                                              |

| 27 maja 1934 16:30 | Austria · Sindelar 44' · Schall 93' · Bican 109' | 3:2 dogr.(1:1)Raport | Francja · 18' Nicolas · 116' (k.) Verriest | Stadio Benito Mussolini, Turyn Widzów: 20 000 Sędzia: Johannes van Moorsel |
|                    |                                                  |                      |                                            |                                                                            |

### Ćwierćfinały
Informacje o publiczności pochodzą z Transfermarkt.
| 31 maja 1934 16:30 | III Rzesza · Hohmann 57' (74) | 2:1(0:0)Raport | Szwecja · 85' Dunker | Stadio San Siro, Mediolan Widzów: 3 000 Sędzia: Rinaldo Barlassina |
|                    |                               |                |                      |                                                                    |

| 31 maja 1934 16:30 | Czechosłowacja · Svoboda 36', 55' · Nejedlý 84' | 3:2(1:1)Raport | Szwajcaria · 18' Kielholz · 64' Jäggi | Stadio Benito Mussolini, Turyn Widzów: 12 000 Sędzia: Alois Beranek |
|                    |                                                 |                |                                       |                                                                     |

| 31 maja 1934 16:30 | Austria · Horvath 27' · Zischek 71' | 2:1(1:0)Raport | Węgry · 80' (k) Sárosi | Stadio Littorale, Bolonia Widzów: 23 000 Sędzia: Francesco Mattea |
|                    |                                     |                |                        |                                                                   |

| 31 maja 1934 16:30 | Włochy · Ferrari 45' | 1:1(1:1)Raport | Hiszpania · 31' Regueiro | Stadio Giovanni Berta, Florencja Widzów: 35 000 Sędzia: Louis Baert |
|                    |                      |                |                          |                                                                     |

Dodatkowy mecz rozstrzygający pomiędzy gospodarzami a Hiszpanią został rozegrany następnego dnia - 1 czerwca.
| 1 czerwca 1934 16:30 | Włochy · Meazza 12' | 1:0(1:0)Raport | Hiszpania | Stadio Giovanni Berta, Florencja Widzów: 43 000 Sędzia: René Mercet |
|                      |                     |                |           |                                                                     |

### Półfinały
| 3 czerwca 1934 16:30 | Czechosłowacja · Nejedlý 19', 71', 80' | 3:1(1:0)Raport | III Rzesza · 62' Noack | Stadio Nazionale, Rzym Widzów: 15 000 Sędzia: Rinaldo Barlassina |
|                      |                                        |                |                        |                                                                  |

| 3 czerwca 1934 16:30 | Włochy · Guaita 10' | 1:0(1:0)Raport | Austria | Stadio San Siro, Mediolan Widzów: 35 000 Sędzia: Ivan Eklind |
|                      |                     |                |         |                                                              |

### Mecz o III miejsce
| 7 czerwca 1934 18:00 | III Rzesza · Lehner 1', 40' · Conen 15' · | 3:2(1:0)Raport | Austria · 35' Horvath · 63' Sesta | Stadio Giorgio Ascarelli, Neapol Widzów: 7 000 Sędzia: Albino Carraro |
|                      |                                           |                |                                   |                                                                       |

### Finał
| 10 czerwca 1934 17:00 | Włochy · Orsi 81' · Schiavio 95' · | 2:1 dogr.(0:0)Raport | Czechosłowacja · 76' Puč | Stadio Nazionale, Rzym Widzów: 50 000 Sędzia: Ivan Eklind |
|                       |                                    |                      |                          |                                                           |

#### Składy finału:
| Włochy              | Czechosłowacja         |
| ------------------- | ---------------------- |
| Gianpiero Combi (C) | František Plánička (C) |
| Eraldo Monzeglio    | Ladislav Ženíšek       |
| Luigi Allemandi     | Josef Čtyřoký          |
| Attilio Ferraris    | Josef Košťálek         |
| Luis Monti          | Štefan Čambal          |
| Luigi Bertolini     | Rudolf Krčil           |
| Enrique Guaita      | František Junek        |
| Giuseppe Meazza     | František Svoboda      |
| Angelo Schiavio     | Jiří Sobotka           |
| Giovanni Ferrari    | Oldřich Nejedlý        |
| Raimundo Orsi       | Antonín Puč            |

## Strzelcy

### 5 goli
- Oldřich Nejedly

### 4 gole
- Edmund Conen
- Angelo Schiavio

### 3 gole
- Raimundo Orsi
- Leopold Kielholz

### 2 gole
- Johann Horvath
- Bernard Voorhoof
- Antonín Puč
- Abdelrahman Fawzi
- Karl Hohmann
- Ernst Lehner
- Géza Toldi
- Giovanni Ferrari
- Giuseppe Meazza
- José Iraragorri
- Sven Jonasson

### 1 gol
- Alberto Galateo
- Ernesto Belis
- Josef Bican
- Karl Sesta
- Matthias Sindelar
- Anton Schall
- Karl Zischek
- Leônidas
- Jean Nicolas
- Georges Verriest
- Luis Regueiro
- Isidro Lángara
- Kick Smit
- Leen Vente
- Stanislaus Kobierski
- Rudolf Noack
- Otto Siffling
- Ștefan Dobay
- André Abegglen
- Willy Jäggi
- Gösta Dunker
- Knut Kroon
- Aldo Donelli
- György Sárosi
- Pál Teleki
- Jenő Vincze
- Enrique Guaita

## Hat-tricki
- Oldrich Nejedly (przeciw III Rzeszy)

## Klasyfikacja końcowa
| Strefa medalowa              |                   |    |    |    |
| złoto                        | Włochy            | 12 | +9 | 12 |
| srebro                       | Czechosłowacja    | 9  | +3 | 9  |
| brąz                         | III Rzesza        | 9  | +3 | 11 |
| 4.                           | Austria           | 6  | 0  | 7  |
| Wyeliminowane w ćwierćfinale |                   |    |    |    |
| 5.                           | Węgry             | 3  | +1 | 5  |
| 6.                           | Hiszpania         | 3  | +1 | 4  |
| 7.                           | Szwajcaria        | 3  | 0  | 5  |
| 8.                           | Szwecja           | 3  | 0  | 4  |
| Wyeliminowane w 1/8 finału   |                   |    |    |    |
| 9.                           | Argentyna         | 0  | -1 | 2  |
| 10.                          | Francja           | 0  | -1 | 2  |
| 11.                          | Holandia          | 0  | -1 | 2  |
| 12.                          | Rumunia           | 0  | -1 | 1  |
| 13.                          | Królestwo Egiptu  | 0  | -2 | 2  |
| 14.                          | Brazylia          | 0  | -2 | 1  |
| 15.                          | Belgia            | 0  | -3 | 2  |
| 16.                          | Stany Zjednoczone | 0  | -6 | 1  |